# Made in Live
Albums de zazie
Made in Love
(1998) La Zizanie
(2001)
Made in Live (Le tour des anges) est le premier live de Zazie, témoin de la tournée Le Tour des Anges s'échelonnant de décembre 1998 à octobre 1999. Il est enregistré aux Halles de Schaerbeek (Bruxelles), les 3 et 4 octobre 1999, et sort la même année, sous forme audio et vidéo.
Succédant à l'album Made in Love, ce live reprend notamment les titres des deux précédents albums de la chanteuse, dans des versions beaucoup plus électro, pour les titres Cyber ou Tout le Monde par exemple. Cependant, on y trouve également une version intimiste de J'envoie valser puisque totalement acoustique où la musique est jouée seule par Zazie sur un orgue de barbarie.
L'album live est paru en deux versions : un double album classique, et un double album digipack ; et la vidéo du live est sortie en VHS ainsi qu'en DVD sur lesquels ne figure aucun bonus, contrairement aux autres lives de Zazie.

## Titres
| 1. | Je tue ils                  | 5:04 |
| 2. | Tous des anges              | 6:05 |
| 3. | La Vie devant moi           | 4:25 |
| 4. | Sucré salé                  | 3:30 |
| 5. | Chanson d'ami               | 4:10 |
| 6. | La Preuve par trois         | 5:22 |
| 7. | Ça fait mal et ça fait rien | 5:12 |
| 8. | Made in love                | 6:32 |
| 9. | Homme sweet homme           | 3:59 |

| CD 2 | CD 2               | CD 2  | CD 2 | CD 2 | CD 2 | CD 2 | CD 2 | CD 2 | CD 2 |
| No   | Titre              | Durée |      |      |      |      |      |      |      |
| ---- | ------------------ | ----- | ---- | ---- | ---- | ---- | ---- | ---- | ---- |
| 1.   | Zen                | 4:38  |      |      |      |      |      |      |      |
| 2.   | Fou de toi         | 4:37  |      |      |      |      |      |      |      |
| 3.   | Cyber              | 6:08  |      |      |      |      |      |      |      |
| 4.   | Une souris verte   | 4:17  |      |      |      |      |      |      |      |
| 5.   | Un point c'est toi | 6:12  |      |      |      |      |      |      |      |
| 6.   | Femmes téfales     | 3:47  |      |      |      |      |      |      |      |
| 7.   | Tout le monde      | 5:16  |      |      |      |      |      |      |      |
| 8.   | Larsen             | 7:17  |      |      |      |      |      |      |      |
| 9.   | J'envoie valser    | 3:00  |      |      |      |      |      |      |      |
| 1h29 |                    |       |      |      |      |      |      |      |      |

À noter que le titre initial Je, tu, ils devient ici Je tue ils. Cette orthographe avait été choisie par Zazie dès le départ pour son premier album, mais n'avait pu être gardée pour une sortie commerciale, du fait de sa connotation violente.

## Crédits
- Paroles : Zazie
- Musiques : Zazie, sauf
  - CD 1,
    - 4 : Vincent-Marie Bouvot - Zazie
    - et 5 : Phil Baron

  - CD 2,
    - 1 : Pascal Obispo
    - 2, 5 et 8 : Vincent-Marie Bouvot - Zazie
    - et 9 : Phil Baron